# Elfriede Dallmann
Elfriede Dallmann (geborene Hollensteiner; * 16. März 1917 in Pirmasens; † 9. Februar 2005 in Berlin) war eine deutsche Politikerin der DDR-Blockpartei NDPD. Sie  war von 1950 bis 1963 Abgeordnete der Volkskammer der  DDR und von 1951 bis 1952 Bürgermeisterin des Ost-Berliner Stadtbezirkes Treptow.

## Leben
Elfriede Dallmann, Tochter eines Kaufmanns, besuchte die höhere Schule. Von 1936 bis 1938 absolvierte sie eine landwirtschaftliche Lehre an der Landwirtschaftsschule in Lindlar.
Im Jahr 1949 wurde sie Mitglied der National-Demokratischen Partei Deutschlands (NDPD) und als Sachbearbeiterin bei der Deutschen Wirtschaftskommission eingestellt. Von 1950 bis 1951 arbeitete sie als Referatsleiterin im Staatssekretariat (mit eigenem Geschäftsbereich) für Erfassung und Aufkauf landwirtschaftlicher Erzeugnisse und besuchte die Landesverwaltungsschule in Königs Wusterhausen.
Im Oktober 1950 kam sie als Berliner Vertreter und Mitglied der NDPD-Fraktion in die Volkskammer. Zeitweise gehörte sie in der 2. Wahlperiode von 1954 bis 1958 dem Haushalts- und Finanzausschuss und in der 3. Wahlperiode von 1958 bis 1963 dem Wahlprüfungsausschuss an.
Vom 29. November 1951 bis 1952 wirkte sie als Bürgermeisterin des Berliner Stadtbezirks Treptow. Gleichzeitig war sie Vorsitzende des NDPD-Kreisverbandes und Mitglied der Bezirksverordnetenversammlung Berlin-Treptow. Vom 17. Februar 1953 bis 1954 war sie stellvertretende Vorsitzende des Rates des Stadtbezirkes Berlin-Köpenick und ab 1956 ehrenamtliche Bezirksrätin für Kultur in Berlin-Treptow.
Sie war mit Siegfried Dallmann verheiratet und Mutter von drei Kindern.

## Auszeichnungen
- 1955 Ehrennadel der Nationalen Front